# 新法西斯主義
新法西斯主義（英語：Neofascism）是用以稱呼那些在第二次世界大戰後才出現並擁有某些或眾多法西斯主義成份的運動。新法西斯主義運動包含了法西斯主義的重要元素。
近年部分通過合法民主選舉所產生的政府，被指具新法西斯主義的特色，包括反移民和排外，並有打壓傳媒的新聞自由和破壞法院的司法獨立等。
二戰於1945年結束後，隔年（1946年）義大利社會運動成立，該黨的創建啟發自義大利社會共和國領袖兼前王國首相墨索里尼的國家及共和法西斯黨，因此義大利社會運動亦被稱為「最能代表新法西斯主義的政黨」
美国的3K党或一些提倡民族主义的政党（如德國另類選擇、義大利新力量）被认为是新法西斯主义。